# Vladyslav Voytso
Vladyslav Voytso (Chortkov; 30 de julio de 1999) es un baloncestista ucraniano nacionalizado portugués que pertenece a la plantilla del Grupo Alega Cantabria de la Primera FEB. Con 2,00 metros de estatura, juega en la posición de ala-pívot.

## Trayectoria deportiva
Nacido en Chortkov, llegó a Portugal en 2016 para jugar en las filas del FC Porto, donde disputaría 7 temporadas consecutivas la Liga Betclic LPB portuguesa en las que obtiene tres subcampeonatos, una Copa de Portugal y una Copa Hugo dos Santos.
El 4 de julio de 2023, firma por el Grupo Alega Cantabria de la Liga LEB Oro.

### Selección nacional
Es internacional con la selección de baloncesto de Portugal, Voytso ha jugado en las categorías sub-16, sub-18 y sub-20, donde disputa un total de 46 encuentros con la camiseta nacional, con 8 puntos y 5 rebotes de media. Formaría parte de la generación campeona de Europa U20 división B.
Con la selección absoluta disputó los partidos de clasificación para la Copa Mundial de Baloncesto de 2023 y el EuroBasket 2025, así como también los Torneos de Preclasificación Olímpica FIBA 2023.